# Fenelon River
Fenelon River är ett vattendrag i Kanada.   Det ligger i provinsen Ontario, i den sydöstra delen av landet, 260 km väster om huvudstaden Ottawa. Fenelon River ligger vid sjöarna  Cameron Lake och Sturgeon Lake.
Omgivningarna runt Fenelon River är en mosaik av jordbruksmark och naturlig växtlighet. Runt Fenelon River är det ganska glesbefolkat, med 21 invånare per kvadratkilometer.